# 中華民国とキルギスの関係
中華民国とキルギスの関係（ちゅうかみんこくとキルギスのかんけい、中: 中華民國與吉爾吉斯關係）では、中華民国とキルギス共和国の関係について述べる。両国は公式の外交関係を持っておらず、現在、お互いの首都に連絡事務所のような事実上の大使館も置かれていない。そのため、キルギスに関する事務はある多重委派（英語: Dual accreditation）台北-モスクワ経済文化調整委員会のモスクワ駐在員事務所で行われる。

## 政治

### 外交

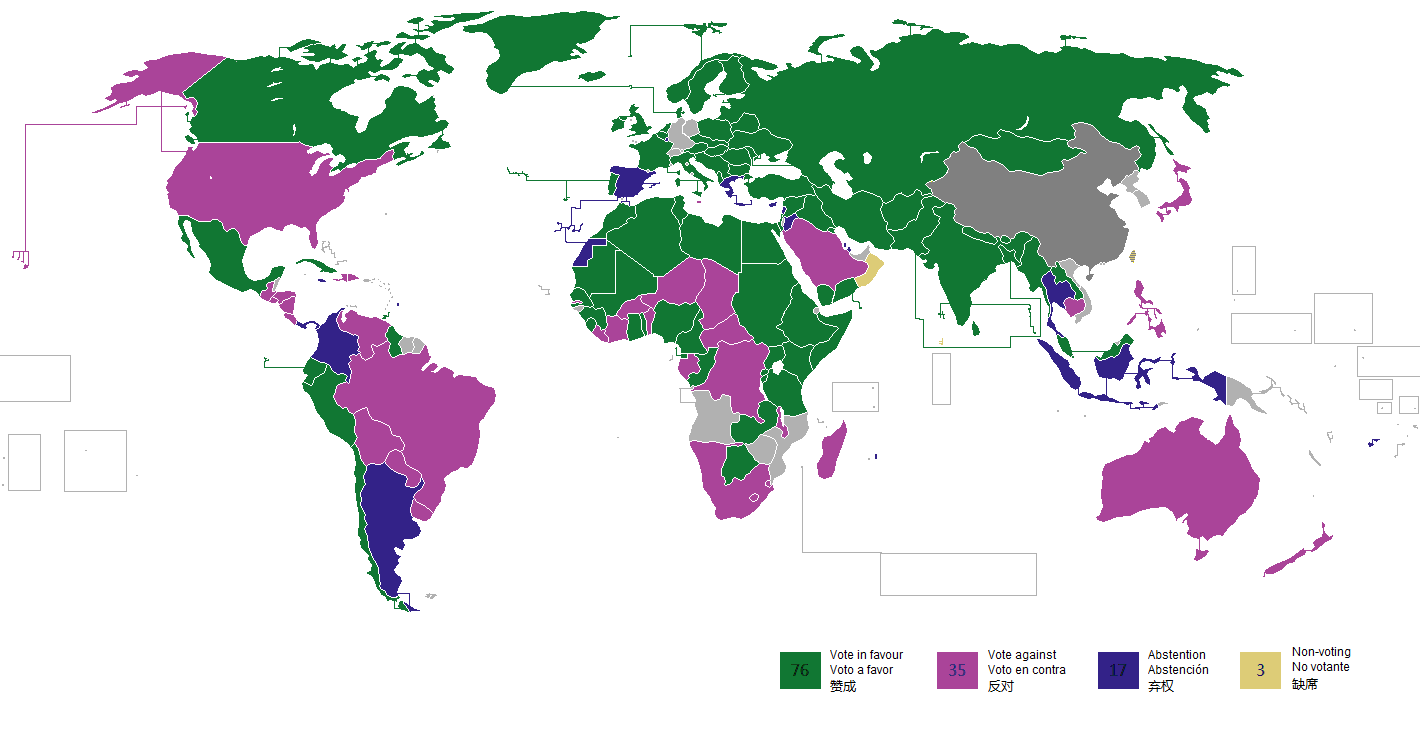
アルバニア決議（第26回国際連合総会2758号決議 2758 XXVI）に対する1971年当時の世界各国の投票結果の図。緑の国々は賛成票を投じ、中華人民共和国の国連参加を支持した国。キルギスはソビエト連邦共和国（キルギスソビエト社会主義共和国）の一部として投票。主権国のソビエト連邦は賛成票を投じた。

1916年、ロシア帝国でのレジスタンス運動の抑制により、多くのキルギス人が中央アジアから新しく設立された中華民国（北京政府）に移住。
2013年10月、キルギスタンの元経済大臣であるエミル・ウメタリエフと元教育大臣であるカミラ・シャルシェキーバが台湾を訪問。
2014年11月には、陳俊賢、の駐在員事務所の代表での多重委派（英語: Dual accreditation）の確立に加えて、キルギス立法府では中華民国国際経済協力協会とロシア商工会議所がキルギスタンで台湾との二国間経済協力会議に署名することが期待されたが、商工会議所は、正式な外交関係にある国の機関との協力協定にのみ署名すると述べた。
2015年4月、キルギス国民議会の副議長が、代表団を率いて台湾を訪問。
2016年12月28日、キルギス議会の副議長、阿利別科夫（英語: Nurbek Alimbekov）が12月21日に台湾を訪問し、中華民国立法院院長の蘇嘉全と面会した。中華人民共和国の吉爾吉斯外交部（英語: Ministry of Foreign Affairs (Kyrgyzstan)）は抗議のため自主辞任した。

### ビザ

中華民国のパスポートを所有している中華民国の市民のビザ要件の分布図:到着時のビザでキルギスタンに入国が可能。

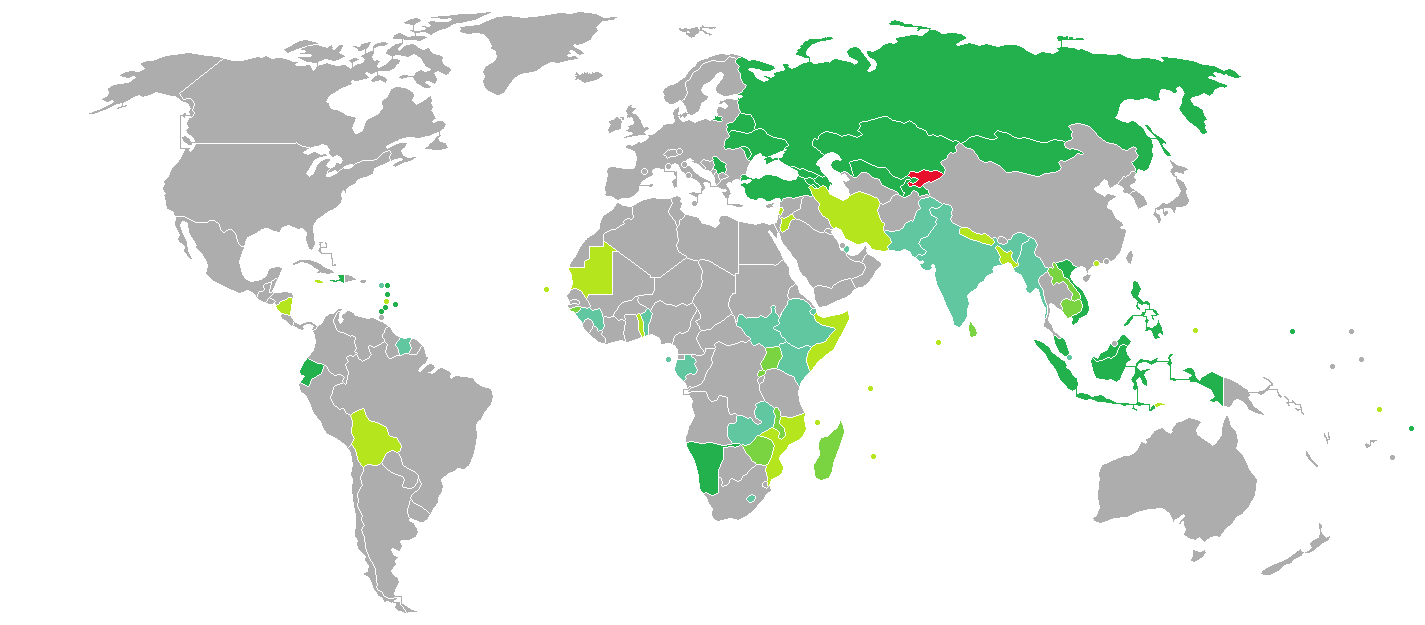
ビザの必要条件の分布図:キルギスのパスポートを保持するキルギス市民はビザを中華民国に登録する必要がある。

両国の市民は、他の国に入る前にビザを申請する必要がある。
国際会議、スポーツイベント、トレードショーに出席するために台湾に到着したキルギスのパスポートをもつキルギス市民は中華民国の査証政策により、最長30日間滞在できる。しかしこの期間は延長ができない。

#### 関連する警告
COVID-19の流行を考慮し、中華民国外務省の外国旅行警報分類はキルギスタンを警報として分類している。「行くことはお勧めできません、そしてすぐに国を離れることをお勧めします（2020年3月16日発行）」。健康福祉省の国際観光エピデミック推奨レベルは、各国および地域を第3レベルの警告として分類している (2020年3月21日）。

## 経済

### 貿易
2020年、キルギスは中華民国の180番目に大きな貿易相手国、185番目に大きな輸入相手国、そして168番目に大きな輸出相手国である。キルギスへの輸出額は1.328,303 米ドルで、前年比から31.979 %減少した。キルギスからの輸入額は80,540米ドルで、年間41.622 %減少している。

### 投資
2020年現在、両国は相互投資の記録はない。

### 展示
2016年4月、中華民国貿易開発協会（台湾外国貿易協会）は「中央アジア新興市場拡大グループ」を組織し、20人の台湾産業関係者をキルギスタンの首都ビシュケクに派遣し、見本市を視察した。
2018年11月、ロシアの中華民国駐在員事務所の経済部とROC国際経済協力協会（中国経済協力協会）がキルギスタンを訪れ、同国の若手起業家協会と「タイジ（Rrgiz）エンタープライズフォーラム」を開催した。
2019年9月、ロシアの中華民国駐在員事務所の経済部は、ユーラシアウィークフォーラム（ユーラシアウィークフォーラム）に出席するためにキルギスタンに派遣された。

## 交通機関

### 航空

#### 旅客輸送
両国間の直行便はなく、乗り継ぎが必要である（2019年現在、コロナウイルスの流行の影響により、更新は一時停止されている。）
- 台北→ウルムチ、プーケット、デリー、ドバイ、イスタンブール、そしてキルギス国際空港（英語: List of airports in Kyrgyzstan）へ到着する。

## 参照
1. ↑  “駐館位置及聯絡方式”.  中華民國外交部 領事事務局. 2017年12月17日時点のオリジナルよりアーカイブ。2017年12月16日閲覧。
2. 1 2 3 4 5 6 7  雙二組駐外服務小組 (2021年4月22日). “吉爾吉斯國家檔”.   經濟部國際貿易局. 2021年8月13日閲覧。
3. ↑  “吉爾吉斯副議長訪台見蘇嘉全 回國丟飯碗”.   新頭殼. 2016年12月31日時点のオリジナルよりアーカイブ。2021年8月13日閲覧。
4. ↑  “誰具備申請電子簽證的資格?”.   外交部領事事務局. 2018年12月9日時点のオリジナルよりアーカイブ。2018年12月15日閲覧。
5. ↑  “我的電子簽證效期多久？”.   外交部領事事務局. 2018年3月27日時点のオリジナルよりアーカイブ。2018年3月27日閲覧。
6. ↑  “國外旅遊警示分級表”.   外交部領事事務局. 2017年12月17日時点のオリジナルよりアーカイブ。2017年12月16日閲覧。
7. ↑  “國際旅遊疫情建議等級”.  中華民國衛生福利部. 2020年11月16日時点のオリジナルよりアーカイブ。2020年11月9日閲覧。
8. ↑  “中華民國進出口貿易統計”.  中華民國經濟部 國際貿易局. 2021年8月13日閲覧。